# Albrecht von Stotzingen

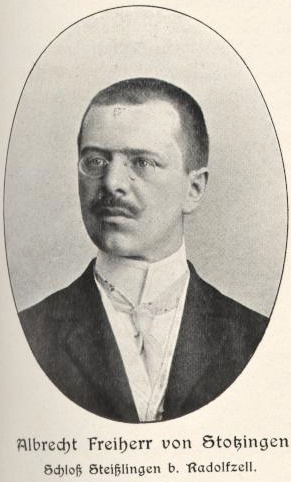
Albrecht von Stotzingen, 1903

Albrecht von Stotzingen, voller Name Albrecht Wilhelm Ernst Gabriel Maria Freiherr von Stotzingen (* 21. Oktober 1864 in Donzdorf, Königreich Württemberg; † 29. Mai 1938 in Steißlingen) war ein deutscher Freiherr und Abgeordneter der Ersten Kammer der Badischen Ständeversammlung.

## Biografie
Er entstammte der schwäbischen Adelsfamilie von Stotzingen und war der Sohn des Roderich von Stotzingen (1822–1893) sowie dessen Gattin Caroline Marie Gräfin von Rechberg und Rothenlöwen zu Hohenrechberg (1842–1926).
Albrecht von Stotzingen studierte Jura und promovierte in diesem Fach. Er war Herr auf dem Schlossgut Steißlingen, großherzoglich badischer Kammerherr und seit dem Tod seines Vaters, 1893, Mitglied der Ersten Kammer der Badischen Ständeversammlung. Als engagierter Katholik vertrat er hier insbesondere auch katholische Interessen. 1903, beim Deutschen Katholikentag in Köln, fungierte Stotzingen als Vizepräsident der Veranstaltung. Der Freiherr bekleidete die Würde eines Ehrenritters des   Souveränen Malteser-Ritterordens.
Er war verheiratet mit Elisabeth Sophie Gräfin von Rechberg und Rothenlöwen zu Hohenrechberg (1875–1956), das Paar hatte mehrere Kinder.
Albrecht von Stotzingens jüngerer Bruder Fidelis von Stotzingen (1871–1947) war Benediktiner und 1901–1913 Abt des Klosters Maria Laach; von 1913 bis 1947 amtierte er als Abtprimas der Benediktinischen Konföderation (Oberhaupt aller Benediktiner weltweit).